# Jean-Étienne Championnet
Jean Étienne Championnet, född 13 april 1762, död 9 januari 1800, var en fransk militär.
Championnet kom tidigt i krigstjänst och deltog bland annat i Gibraltars belägring. Med iver anslöt han sig till revolutionen men avböjde en plats i konventet för att i stället med svärdet tjäna sitt land. I fälttågen vid Rhen och Flandern tog Championnet förtjänstfullt del och blev 1798 chef för den armé som skulle skydda den nyupprättade romerska republiken. Trots stort numerärt underläge och bristande utrustning drev Championnet tillbaka neapolitanarna under befäl av Karl Mack von Leiberich och intog själva Neapel, där han upprättade den Partenopeiska republiken 1799. På grund av tvister med civilkommissarierna avsattes Championnet av direktoriet och fängslades. Prairialkuppen återgav honom friheten, och han fick befälet över Alparmén. Fiendernas övermakt var dock för stor, Championnet blev besegrad, anhöll om avsked, men dog innan hans ansökan hann godkännas.